# Chelsea boot
Chelsea boots eller chelseastøvle er en tætsiddende, ankelstøvle med et elastisk stykke i siden. De har ofte en strop øverst på støvleskaftet til at tage støvlen af og på. Støvletypen går helt tilbage til victoriatiden, hvor den blev brugt af både mænd og kvinder.
Chelsea boots er nogle af støvlens varianter bliver betragtet som et af de ikoniske elementer fra 1960'erne Storbritannien, særligt mod-subkulturen.

## Historie
Designet af chelsea boots bliver tilskrevet Dronning Victorias skomager J. Sparkes-Hall. Skomageren selv patenterede designet i 1851, og udtalte at "hun [dronning Victoria] bærer dem dagligt og giver dermed det stærkste bevis for deres værdi som hun tilføjer invitationen". I sine annonceringer fra denne periode referer han til støvlen som J. Sparkes-Hall's Patent Elastic Ankle Boots. Støvlen blev populær til både ridning og til at gå medg.
Charles Goodyears udvikling af vulkaniseret gummi tillod udviklingen af en elastisk kile i støvlen. Fordelen ved dette stykke gjorde, at man nemt kunne tage støvlen af og på igen. De blev stadig mere populære frem til udbruddet af første verdenskrig. I 1940'erne begyndte de at blive moderne igen.
I 1950'erne og 1960'erne blev chelsea boots særligt populære i Storbritannien, og de blev især associeret med King's Road (en gade i Chelsea og Fulham i Vestlondon) og Swinging London, hvor de blev anvendt af bl.a. Rolling Stones og Jean Shrimpton. Dette antages at være årsagen til navnet "chelsea".

## Variationer

### Beatle boots
Teater- og balletskomageren Anello & Davide skabte i 1961 en variant af Chelsea boot med høj hæl og spids tå til The Beatles, efter John Lennon og Paul McCartney så et par Chelsea boots i butiksvinduet og bestilte fire par med højere hæl, der senere blev kendt som Beatle boots.
Beatles boots, der var en afart af Chelsea boots, blev snart efter adopteret i mod-kulturen og båret med skræddersyede jakkesæt.

### Andre variationer
Nogle moderne versioner af støvlen har en lynlås i siden i stedet for et elastisk stykke i støvleskaftet.
Varianter og lignende typer tæller også ridestøvler kaldet jodhpur boot samt forskellige arbejdssko som austrlaske arbejdsstøvler som produceres af bl.a. Blundstone. Disse kan også være udformet som sikkerhedsstøvler.